# Curtiss P-60
Le Curtiss P-60 était un chasseur monoplace monoplan à aile basse américain des années 1940, développé par la Curtiss-Wright Corporation comme successeur à son chasseur P-40 Warhawk.
Son développement fut compliqué et vit naître une longue série de versions prototypes, évoluant finalement en un concept qui ne partageait que peu de ressemblances avec le P-40 original. Aucune de ces versions n'atteignit le stade de la production en série.

## Conception et développement

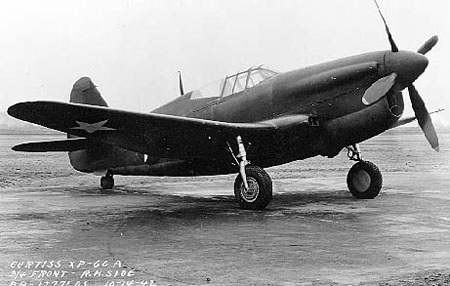
Le XP-60A avec le moteur Allison V-1710-75.

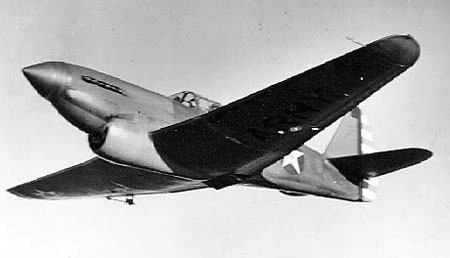
Le XP-60B pendant un vol d'essai avec le moteur Allison V-1710-75 et un compresseur + turbocompresseur Wright SU-504-1.

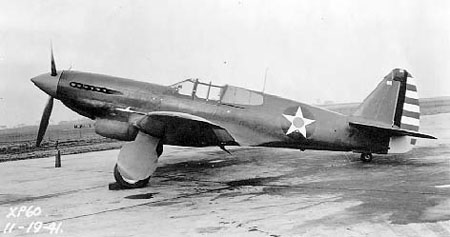
Le XP-60D avec un moteur Merlin 61.

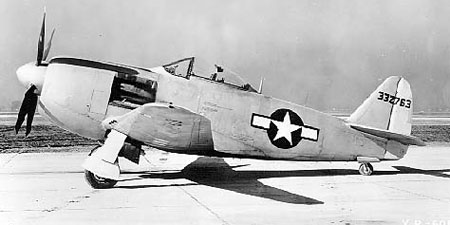
Le YP-60E, avec une verrière en forme de bulle, un moteur revu et une hélice à quatre pales.

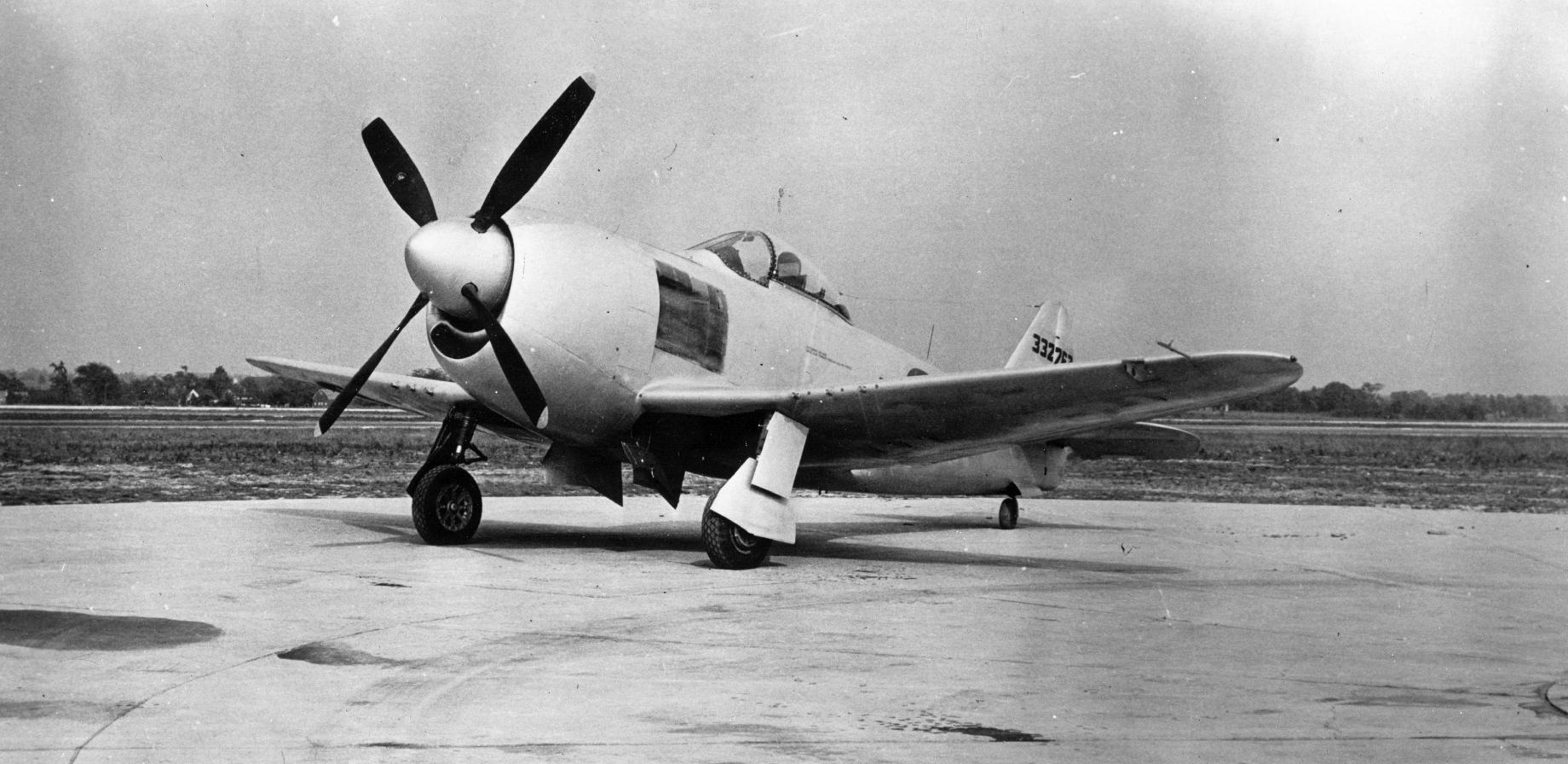
L'YP-60E, vu de trois-quarts avant.

L'histoire du P-60 commença en fait avec le XP-46. Après l'échec de cet avion à obtenir la moindre commande de l'armée américaine, la compagnie Curtiss proposa un autre avion pour assurer un éventuel remplacement du P-40. La conception initiale contenue dans les propositions faites à l'US Army Air Corps (USAAC) concernait le Model 88, un avion basé sur le P-40, mais équipé d'une aile à écoulement laminaire, un moteur V12 à pistons inversés Continental XI-1430-3, et huit mitrailleuses de 12,7 mm montées dans les ailes. Cette proposition fut acceptée et un contrat pour la fabrication de deux prototypes (numéros 41-140 et 41-19508) fut passé le 1er octobre 1940, l'avion recevant alors la désignation XP-53. La vitesse maximale attendue pour cet avion devait être de 430 mph, soit 692 km/h.
Au cours d'une conférence s'étant tenue six semaines plus tard, l'Army Air Corps modifia le contrat pour que l'avion soit équipé d'un moteur Rolls-Royce Merlin à la place du Continental. L'avion ayant déjà été conçu pour posséder des ailes à écoulement laminaire, Curtiss proposa de modifier le deuxième prototype, qui fut alors redésigné Model 90 par Curtiss et XP-60 par l'USAAC. La cellule pour le XP-60 fut modifiée pour pouvoir accueillir le nouveau moteur de 1 300 ch (le même que celui du P-40F alors encore en cours de développement), et le train d'atterrissage principal fut changé, passant de celui se rétractant vers l'arrière du P-40 à un modèle se rétractant vers l'intérieur, ce qui autorisait une Voie élargie et une surface d'aile plus lisse lorsque les roues étaient escamotées. Cet avion effectua son premier vol le 18 septembre 1941, équipé d'un moteur Merlin 28 de construction britannique.
En raison des retards de livraison accumulés par le capricieux moteur Continental, l'USAAC annula la commande du XP-53, et cet appareil ne prit jamais l'air. Le moteur fut annulé peu de temps après, entraînant avec lui tous les avions qu'il devait équiper. Le prototype du XP-53 fut reconverti en cellule d'essais statiques pour le XP-60. Ses réservoirs auto-obturants, son pare-brise blindé et ses mitrailleuses furent retirés et transférés vers le XP-60.
En raison des retards de livraison des moteurs Merlin produits par Packard, du fait de leur utilisation dans d'autres chasseurs, il fut choisi d'utiliser un Allison V-1710-75 utilisant une combinaison à compresseur et turbocompresseur à la place. Ensuite, le 31 octobre 1941, un contrat fut passé pour la production de 1 900 chasseurs P-60A à moteur Allison.

## Histoire opérationnelle

### Premiers essais et modifications
Pendant ce temps-là, les essais en vol du prototype XP-60 ne se déroulaient pas dans les meilleures conditions. En plus de problèmes avec le train d'atterrissage, la vitesse maximale attendue ne fut jamais atteinte, en raison de défauts dans la finition de la surface des ailes à écoulement laminaire et d'une puissance moteur plus faible que spécifiée. Les radiateurs de l'avion créaient également une traînée aérodynamique relativement importante, comparée par exemple à celle que produisaient les radiateurs du P-51 Mustang, qui volait déjà à cette période. En conséquence, les travaux sur le P-60A furent arrêtés le 20 décembre 1941, quand l'USAAC recommanda à Curtiss de se concentrer sur la production de Thunderbolts.
Le 2 janvier 1942, la commande fut changée pour produire un XP-60A avec le moteur Allison V-1710-75 et un combiné turbo + compresseur General Electric B-14, un XP-60B avec le moteur Allison V-1710-75 et un combiné turbo + compresseur Wright SU-504-1, et un XP-60C avec l'énorme moteur V16 à cylindres inversés Chrysler IV-2220. À cette période, la disponibilité du moteur Chrysler devint un sujet d'inquiétude, et après que Curtiss ait précisé que plusieurs dizaines de kilos de plomb auraient dû être placées dans la queue de l'avion pour le rééquilibrer, une décision fut prise de remplacer ce moteur par un moteur en étoile Pratt & Whitney R-2800 dans le XP-60C. Dans le même intervalle de temps, Curtiss décida également d'installer un moteur Merlin 61 dans le XP-60 original, et l'appareil fut redésigné XP-60D après avoir subi un agrandissement de la surface de sa dérive.

### Essais des nouvelles versions
Le XP-60A vola pour la première fois le 1er novembre 1942. Alors que l'intérêt officiel pour le P-60 déclinait depuis l'été 1942, l'intérêt suscité par la promesse de performances améliorées par l'installation du moteur R-2800 de Pratt & Whitney résulta en la signature d'un contrat pour la production de 500 exemplaires du P-60A-1-CU à moteur R-2800, équipés d'une hélice contrarotative. Avec l'inquiétude de voir ces hélices ne pas être disponibles à temps, le XP-60B fut modifié pour embarquer le moteur R-2800-10, associé à une hélice à quatre pales classique. Cette modification reçut la désignation XP-60E.
Le 27 janvier 1943, le XP-60C vola pour la première fois, propulsé par un R-2800-53 et des hélices contrarotatives. Ses caractéristiques de vol furent jugées comme étant globalement satisfaisantes. Le premier vol du XP-60E à hélice classique à quatre pales fut retardé jusqu'au 26 mai 1943, après que les ingénieurs aient remarqué que la masse plus légère du moteur obligeait à le placer 25 centimètres plus en avant que sur le XP-60C.

### Évaluation par les forces armées
En avril 1943, l'US Army Air Forces (USAAF) décida de mener une évaluation des divers modèles d'avions de chasse en cours de développement ou d'utilisation, afin d'éliminer les modèles les moins désirables. Il fut demandé à Curtiss de faire participer son XP-60E à cette série d'essais. Comme cet avion n'était toutefois pas disponible, la compagnie prépara à la hâte le XP-60C pour l'évaluation à Patterson Field. La séance d'essais fut assez décevante ; l'avion fut victime de problèmes divers et ses performances furent médiocres. Les résultats ne se firent pas attendre, et la production initiale de 500 avions fut réduite à ...seulement deux avions.
En janvier 1944, le XP-60E fut envoyé à Eglin Field pour des tests officiels, pendant lesquels les pilotes de l'USAAF trouvèrent qu'il n'était pas vraiment à la hauteur par rapport à d'autres avions contemporains. Quand Curtiss exprima le souhait d'abandonner tous travaux ultérieurs sur les P-60, l'USAAF insista pour qu'au-moins un des deux avions en cours de production soit achevé. Lorsqu'il avait été commandé, l'avion portait la désignation YP-60A-1-CU, puis fut redésigné YP-60E. Cet avion vola le 13 juillet 1944 puis fut ensuite livré à Wright Field. L'YP-60E différait essentiellement du XP-60E par son moteur R-2800-18 de 2 100 ch (1 566 kW) et l'adoption d'une verrière à vision totale en forme de bulle (en anglais : « Bubble canopy »).
Avec l'annulation des contrats de développement en juin 1943, le programme se termina sans aucune émotion le 22 décembre 1944, lorsque le dernier prototype fut envoyé à la ferraille[réf. incomplète]. Pour remplacer le P-60, à la place Curtiss produisit 354 Republic P-47G pour l'USAAF. Le XP-60E survécut pour être vendu comme une entrée aux National Air Races de 1947, mais il connut une fin brutale en se crashant pendant un vol de qualification avant que la compétition ne débute.

## Versions
- XP-53 : (Model 88) Dérivé du XP-46 aux spécifications de la Request for Data R40-C. Il devait être équipé d'un aile à écoulement laminaire et d'un moteur Continental XIV-1430-3 (en). Il a fait l'objet d'un contrat le 1er octobre 1940, mais a été abandonné en faveur du XP-60 en novembre 1941. Une cellule d'essais statiques produite[6] ;
- XP-60 : (Model 90) Version à moteur Rolls-Royce Merlin, et dotée de huit mitrailleuses de 12,7 mm. Un seul exemplaire construit, volant pour la première fois le 18 septembre 1941. Il fut ensuite modifié en XP-60D[7] ;
- XP-60A : (Model 95A) Version à moteur Allison V-1710-75 et combiné turbo + compresseur B-14. Il était armé de six mitrailleuses Browning M2 de 12,7 mm. Il a été produit à un exemplaire[7] ;
- P-60A : Version de production prévue du XP-60. 1 900 exemplaires avaient été commandés, mais ensuite annulés[7] ;
- YP-60A-1 : Version de pré-production du P-60A-1, dotée d'une hélice classique. Deux exemplaires furent produits, dont un fut reconverti en YP-60E[8] ;
- P-60A-1 : Version de production prévue du XP-60C, dotée d'un moteur en étoile Pratt & Whitney R-2800-18 et d'une hélice contrarotative. Il était armé de quatre mitrailleuses de 12,7 mm (calibre .50). 500 exemplaires avaient été commandés mais cette commande a été annulée avant qu'aucun appareil n'ait été produit[9] ;
- XP-60B : (Model 95B) Version à moteur Allison V-1710-75 et combiné turbo + compresseur SU-504-2. Il était doté de six mitrailleuses de 12,7 mm. Un seul exemplaire a été construit, ensuite converti en XP-60E[7] ;
- XP-60C : (Model 95C) Version devant être équipée du moteur Chrysler XIV-2220, mais finalement construite avec un R-2800-53. Il était doté de six mitrailleuses de 12,7 mm. Un seul exemplaire a été construit[10], puis reconstruit en XP-60E. Le XP-60E original fut reconstruit en XP-60C[1] ;
- XP-60D : (Model 90B) Version à moteur Packard V-1650-3 (en). Cet appareil s'est écrasé le 6 mai 1943[11] ;
- XP-60E : (Model 95D) XP-60B reconstruit, équipé d'un moteur R-2800-10. Cet appareil s'est écrasé en janvier 1944. Le XP-60C a été reconfiguré pour devenir un XP-60E[8] ;
- YP-60E : YP-60A-1 modifié avec une verrière en bulle. Il a effectué son premier vol le 15 juillet 1944, mais a été annulé le 22 décembre de la même année[1] ;
- XP-60F : Modification prévue de l'YP-60A-1 avec une version différente du R-2800, annulée avant la conversion[1].